# La Planète des singes : Suprématie
Vous lisez un « bon article » labellisé en 2022.  Il fait partie d'un « bon thème ».
Série La Planète des singes
La Planète des singes : L'Affrontement
(2014) La Planète des singes : Le Nouveau Royaume
(2024)
Pour plus de détails, voir Fiche technique et Distribution.
La Planète des singes : Suprématie ou La Guerre de la planète des singes au Québec (War for the Planet of the Apes) est un film de science-fiction américain réalisé par Matt Reeves, sorti en 2017. Le scénario est de Reeves et de Mark Bomback. Il s'agit de la suite de La Planète des singes : L'Affrontement (2014).
Le film met en scène César, le chef d'une tribu de singes intelligents confrontés à un groupe de militaires humains dans un monde post-apocalyptique. Les militaires, emmenés par un colonel très belliqueux, cherchent à éradiquer les singes qu'ils jugent responsables de la chute de la civilisation humaine. César, de son côté, tente de sauver son peuple et de lui trouver un havre de paix loin des humains.
Le studio 20th Century Fox lance la production du film en janvier 2014, quelques mois avant la sortie de La Planète des singes : L'Affrontement. Le film est tourné d'octobre 2015 à mars 2016, principalement en Colombie-Britannique et en Alberta au Canada. La musique du film est composée et dirigée par Michael Giacchino.

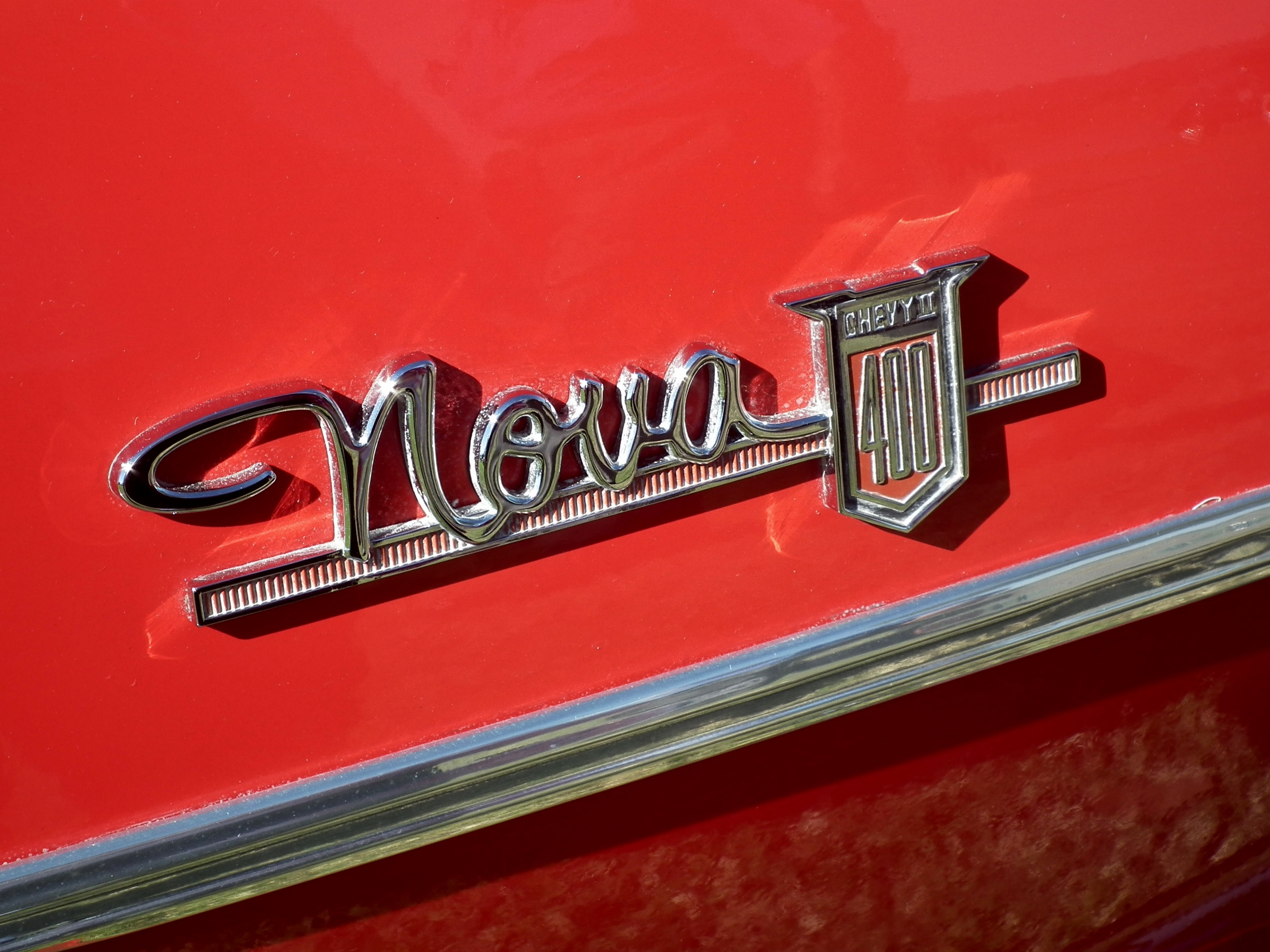
Logo d'une Chevrolet Nova de 1962 similaire à celui donné à la petite fille muette.

Le film met un terme au voyage de César commencé avec le film La Planète des singes : Les Origines (2011). Le chef des singes doit choisir entre la voie de la compassion et celle de la vengeance. Son statut de premier guide d'une civilisation nouvelle fait de lui le Moïse de la mythologie des singes. Le film contient plusieurs références aux premiers films de la franchise et plus particulièrement à La Planète des singes (1968). Il s'inspire de nombreux films et plus particulièrement d’Apocalypse Now (1979) et du Pont de la rivière Kwaï (1957).
La Planète des singes : Suprématie est un succès commercial et critique. Il remporte plusieurs prix pour ses effets spéciaux ainsi que pour le travail d'acteur d'Andy Serkis. Il sort en vidéo en décembre 2017.

## Synopsis
En 2016, un virus nommé la grippe simienne ravage l’espèce humaine et permet aux singes d’évoluer. Par la suite, le chimpanzé César constitue une communauté simiesque dans une forêt près de San Francisco qui entre en conflit en 2026 avec les hommes par la faute d’un des conseillers du chef des singes : Koba. Malgré l’élimination de ce dernier, un colonel humain et ses troupes pourchassent pendant deux ans le groupe de César.
En 2028, une escouade de militaires attaque dans la forêt un fortin qu’ils pensent être la base de César. Prenant un temps l’avantage, les humains sont ensuite repoussés par la cavalerie simiesque. Le capitaine de l’escouade est tué et son unité anéantie. Elle ne compte que cinq survivants dont le tireur d’élite Preacher et le pisteur gorille Red. Les pertes sont également lourdes pour les singes. Arrivé sur place César va voir les prisonniers. Il leur indique qu’il ne souhaite pas le conflit qui l’oppose au colonel McCullough. Tout est la faute de Koba dont les fidèles, comme Red, ont rejoint les rangs ennemis. Il demande ensuite à Winter, un gorille albinos, d’escorter Red jusqu’à leur campement secret. Puis, il relâche les quatre humains en leur indiquant que les singes ne souhaitent que vivre en paix au sein de la forêt. Peu après, Winter revient auprès de César et lui avoue que Red vient de s’enfuir. Les singes déposent ensuite leurs morts dans le fleuve voisin puis quittent les environs du fortin.

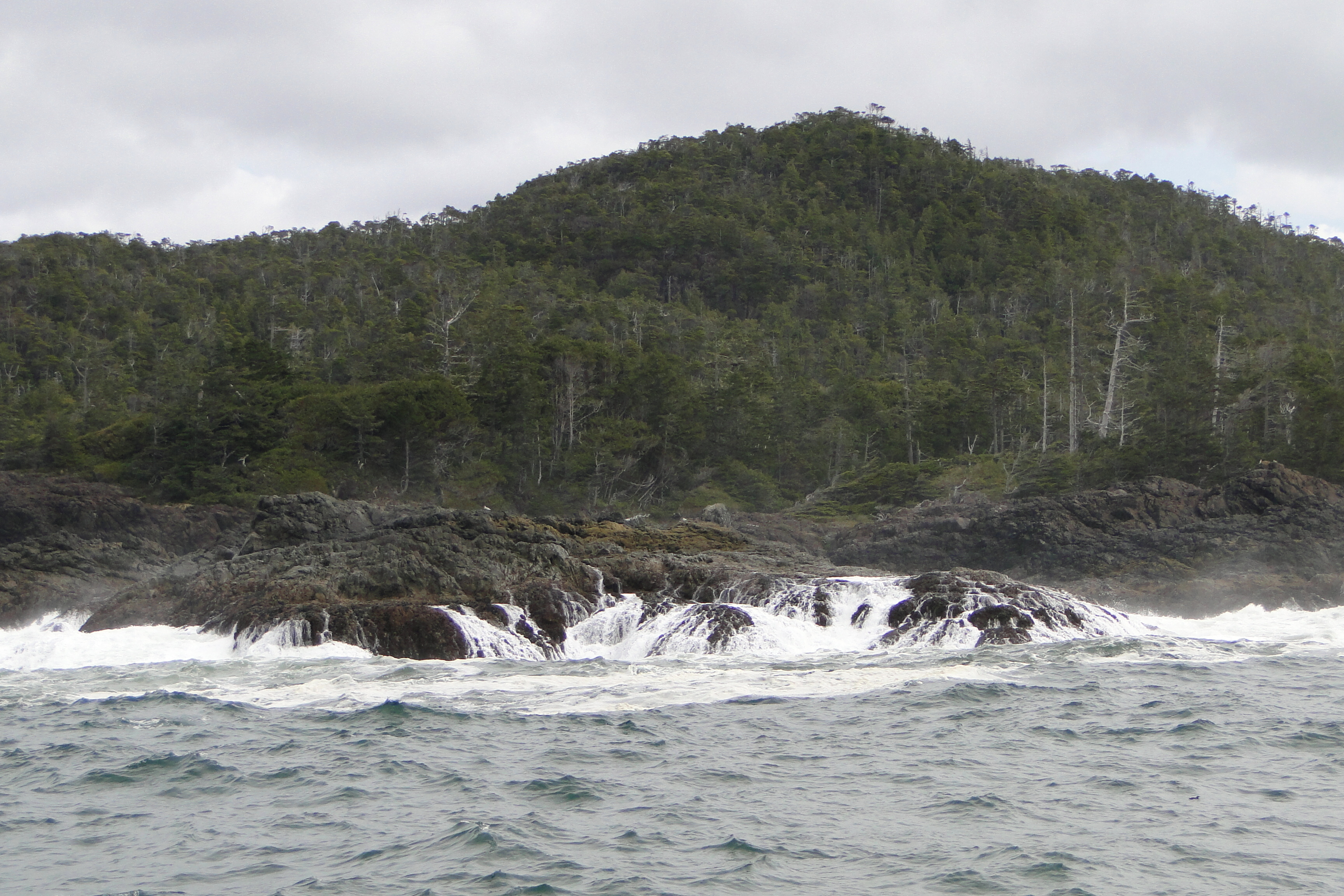
La forêt dans laquelle se cachent les singes.

En chemin pour leur base secrète, les singes rencontrent Rocket et Yeux Bleus, le fils de César. Ceux-ci reviennent de mission. Ils ont trouvé une terre au-delà des montagnes et du désert où les singes pourront s’installer. Arrivé à la base secrète située derrière une cascade, Yeux Bleus retrouve son petit frère Cornélius, sa mère Cornélia et sa compagne Lake. Le soir venu, Winter, très agité, demande à César d’organiser le départ immédiatement. César refuse car rien n’est prêt. Il souhaite surtout faire bien les choses pour que les humains ne s’en aperçoivent pas trop rapidement.
Alors que les singes sont pour la plupart endormis, César voit des lumières vertes par-delà la cascade. En tendant sa main, il découvre une corde. Comprenant que les humains attaquent, il réveille Yeux Bleus et lui demande de prendre soin de sa mère et de son frère. César s’enfonce ensuite dans sa base pour réveiller ses troupes. Il tombe sur Rocket qui vient d’éliminer un soldat humain infiltré. Les singes entendent ensuite dans l’émetteur-récepteur du mort le code « King Kong est mort ! ». César, comprenant qu'on parle de lui, retourne immédiatement auprès des siens. Il découvre alors les corps gisants de sa femme et de son fils. Il découvre que c’est le colonel en personne qui vient de les abattre. Fou de rage, le chef des singes se lance immédiatement à sa poursuite mais ne parvient pas à l’atteindre et tombe dans la rivière. Revenant ensuite à la base, il retrouve son fils survivant Cornélius puis apprend que Winter a disparu après avoir très probablement trahi les siens.
Le lendemain, César demande à la colonie de partir sans lui. Il n'a désormais plus qu'une obsession, tuer le colonel. Il confie donc Cornélius à Lake puis part de son côté. Il est bien vite rejoint par ses trois plus proches amis, Maurice l'orang-outan, Luca le gorille et Rocket le chimpanzé. Il se dirige alors vers un village de pêcheurs abandonné qu'il sait occupé par les soldats. Sur place, ils tombent sur un homme qui tente de les tuer. Mais César est plus rapide et l'abat. Les singes constatent qu'il ne s'agit probablement que d'un déserteur. Dans une maison du village, ils découvrent une petite fille cachée muette. Elle a saigné du nez. Maurice parvient à l'apprivoiser en lui donnant une poupée qu'il trouve par terre. Il en déduit que l'homme était sans doute son père. Comme elle se trouve désormais seule par leur faute, Maurice force César à l'emmener avec eux.

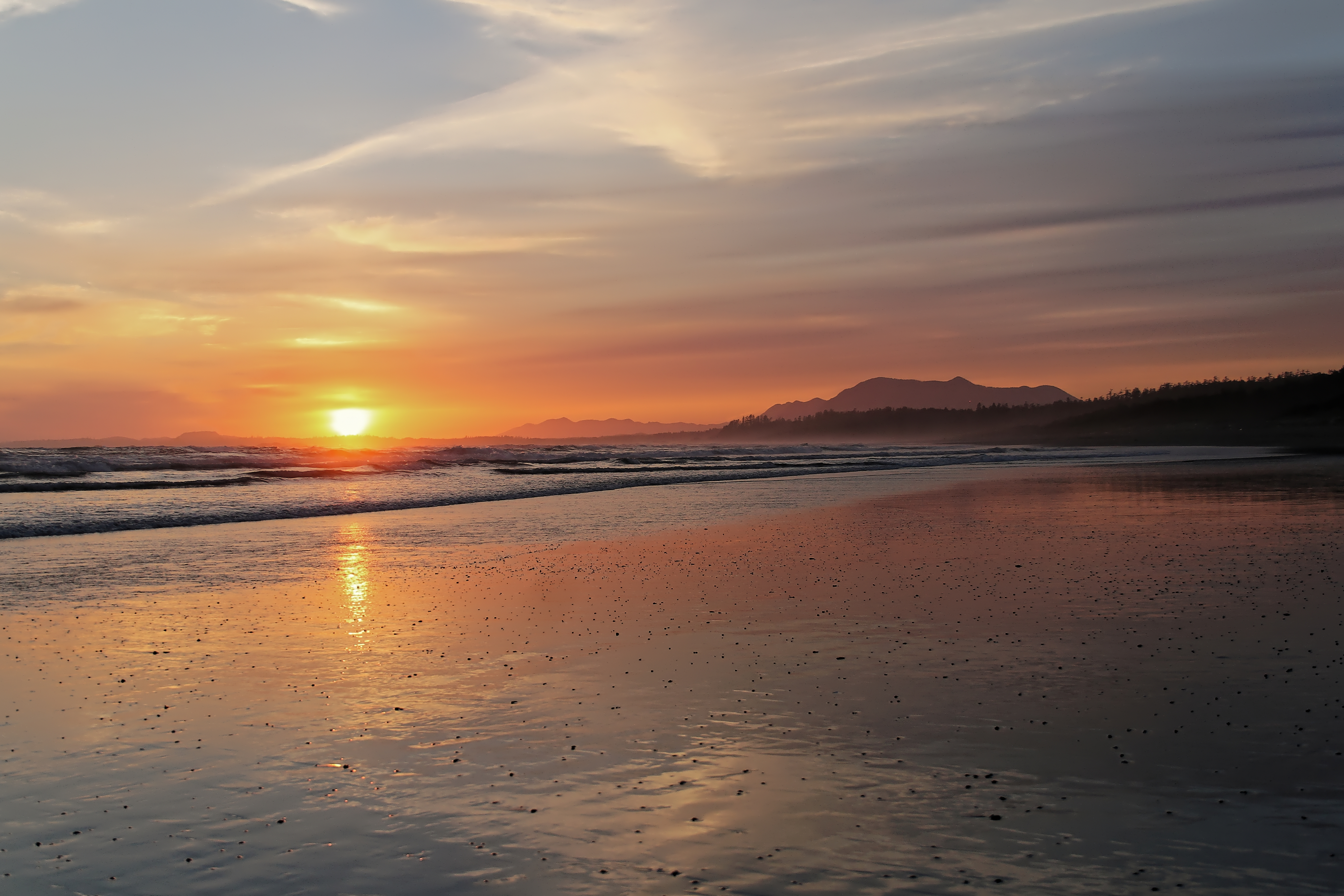
Plage que les singes longent.

Longeant ensuite la plage, les singes découvrent un camp militaire où ils y voient Winter. Ils décident de s'y infiltrer jusqu'à la tente où travaille Winter. Menacé par César, le gorille albinos lui révèle qu'il a laissé s'enfuir le gorille Red puis trahi les siens. Il lui indique également que le colonel vient de partir pour la frontière nord. Winter implore César de lui pardonner mais celui-ci n'y arrive pas. Aidé par les autres singes, César étouffe Winter pour qu'il ne donne pas l'alerte. Cet acte le tourmente beaucoup mais il décide de continuer sa quête de vengeance. Le lendemain, les soldats démontent leur campement puis partent eux aussi pour le nord. César et ses amis les suivent discrètement jusqu'à une région de hautes montagnes. Lors d'une halte, les singes entendent des coups de feu au loin. En allant dans cette direction, ils découvrent des corps de soldats fraîchement abattus. Ils remarquent qu'ils ont saigné du nez. L'un d'eux, laissé pour mort, est gravement blessé. Ils remarquent qu'il est muet. Maurice constatant les mêmes symptômes que pour la petite fille comprend que les humains semblent atteints d'une maladie qui les rend muets.
Peu après, les singes se font voler un cheval. Ils se lancent immédiatement à la poursuite du voleur et arrivent au repaire de ce dernier dans une ancienne station de sports d'hiver. Le voleur abandonne le cheval puis se réfugie à l'intérieur où il finit par jeter ses armes et se rendre. Il s'agit d'un chimpanzé nommé Méchant Singe. Issu d'un parc zoologique, il a lui aussi évolué puis s'est réfugié dans ce lieu déserté par les humains. Il connaît cependant bien la région et sait que les militaires humains se sont installés non loin de là dans une ancienne zone de quarantaine. Il accepte donc de conduire ses semblables jusqu'à la base du colonel.

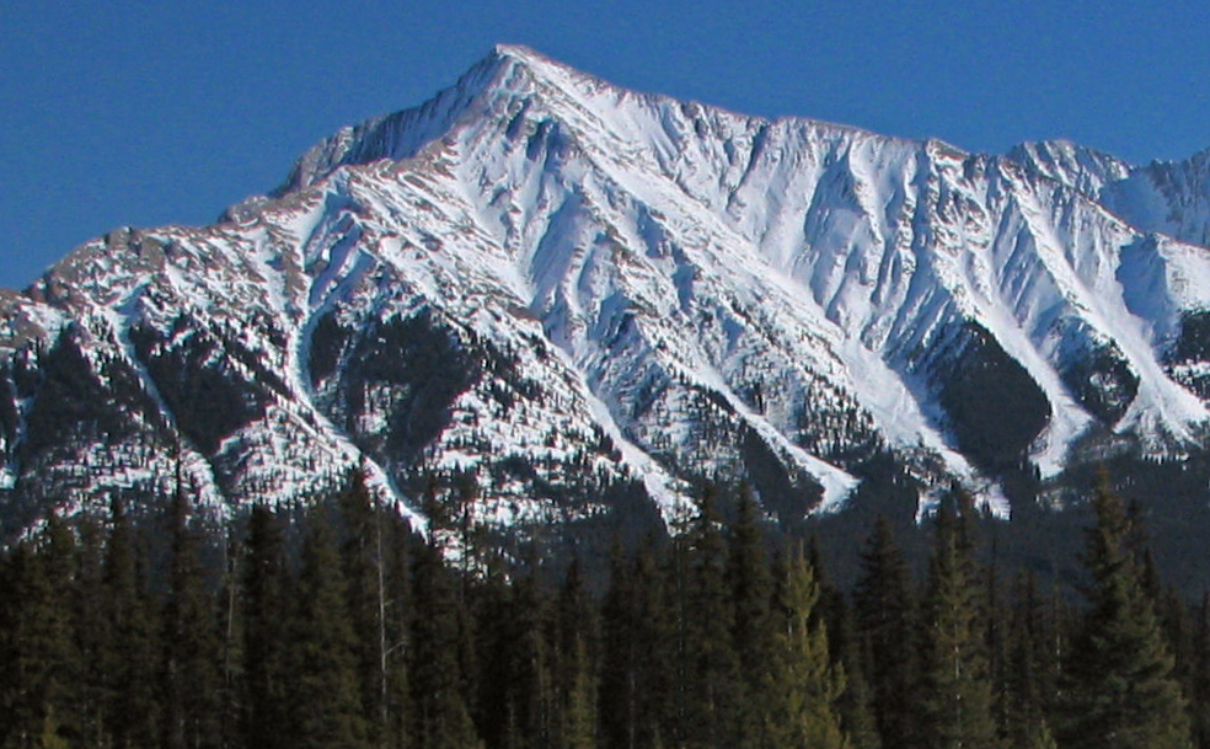
Les montagnes dans lesquelles les singes suivent les militaires.

Quand ils découvrent la puissante fortification et l'imposante armée qui se trouve dans la base, les singes se mettent à douter de la réussite de leur mission. Luca et César s'approchent mais sont rapidement repérés par des guetteurs. Luca est alors abattu. César manque de l'être également, mais il est finalement sauvé par Rocket. Maurice suggère ensuite à César qu'il est encore temps de tout arrêter. Rocket, en revanche, pense qu'il faut continuer. Finalement, César décide d'aller seul près du campement ennemi. Il découvre aux abords de celui-ci des singes crucifiés puis en s'approchant encore plus il voit l'ensemble de sa communauté enfermée dans le camp. Un des singes crucifiés lui apprend qu'ils ont été capturés par le colonel peu après le départ de César. Il les a ensuite conduits dans ce lieu pour les forcer à travailler pour lui. Repéré par d'autres guetteurs, César est assommé puis amené devant le colonel sous la surveillance de Red et de Preacher. César dit au colonel qu'il est responsable de la mort de sa femme et son fils et qu'il est venu jusqu'ici pour le tuer. Impressionné par tant d'opiniâtreté le colonel décide de laisser César en vie et le fait enfermer dans la cage où sont regroupés les singes adultes. À son arrivée, les autres singes lui tournent le dos car il les a abandonnés.
Le lendemain les soldats se rassemblent pour chanter devant le colonel et ainsi prouver qu'ils n'ont pas la maladie qui rend muet. Ils sortent ensuite les singes de leur cage pour les faire travailler sur la reconstruction d'un mur d'enceinte écroulé. César apprend par Lake que ses semblables n'ont ni à boire et ni à manger depuis des jours. Un vieil orang-outan provoque ensuite par maladresse l'effondrement d'un échafaudage. Pour le punir, le gorille Red commence alors à le fouetter. César lui hurle d'arrêter. Ce cri stoppe tous les travailleurs, qui sentant qu'ils ont retrouvé leur chef, décident de ne plus écouter les humains. Furieux le colonel demande à Red de lui amener le vieil orang-outan et César. Ce dernier est alors fouetté à la place du vieux mais cela ne produit pas l'effet escompté par le colonel. Le chef des singes demande à boire et à manger pour les siens. Le colonel sort alors son arme, abat le vieux singe puis met en joue César. Tétanisés, Lake et les autres singes se remettent au travail. César est lui crucifié au milieu du camp.
À la nuit tombée, Red emmène une nouvelle fois César devant le colonel. Lors de leur entretien, le chef des singes découvre la raison de la construction du mur. Le colonel se prépare à une attaque. En effet, dix mois plus tôt, tandis que les militaires étaient à la recherche de la base des singes, le fils du colonel a contracté une nouvelle maladie qui l'a rendu muet et plus primitif. Son père l'a alors tué afin que la maladie ne circule pas. Il a fait également abattre tous les autres contaminés. Cependant cette décision n'a pas été du goût de tous ses soldats. Certains ont déserté et un autre est allé avertir les supérieurs du colonel dans le nord. Ceux-ci souhaitent une solution médicale à cette nouvelle crise qui s'abat sur l'humanité. Ils ont donc envoyé leurs troupes pour mettre fin aux agissements du colonel.
Le matin suivant les singes sont nourris et César est remis en croix. Pendant ce temps, Maurice, Méchant Singe et Rocket découvrent un tunnel sous le camp que des malades ont creusé pour s'enfuir à l'époque où la base était une zone de quarantaine et dont un passage mène en plein cœur de la base. Le soir venu, le colonel ordonne que César soit descendu puis jeté dans une cage isolée. La petite fille muette que Maurice a baptisée Nova pénètre discrètement dans le camp pour donner de l'eau et à manger à César. Elle lui confie également sa poupée. Inquiet pour elle, Rocket décide d'attirer l'attention des soldats pour qu'elle puisse quitter le camp. Il est donc lui aussi jeté en cage. Le lendemain, le colonel découvre la poupée dans la cage de César et s'en empare. De son côté Méchant Singe met au jour un accès à l'enclos des adultes. César met alors au point avec Rocket un plan d'évasion. Le soir venu les singes attirent un garde dans leur enclos qui tombe dans le tunnel. Après l'avoir assommé, Maurice jette les clefs de l'enclos aux singes. Rocket et César quittent alors leur cage puis se rendent dans l'enclos des enfants. Là, le chef des singes retrouve son jeune fils Cornélius. Pour ne pas se faire repérer, les enfants traversent le camp par la voie des airs en utilisant un câble. Une fois tous réunis dans l'enclos des adultes, les singes quittent leur prison grâce au tunnel.
Cependant, César a toujours l'intention de se venger. Il ne peut se soustraire à sa haine envers le colonel. C'est alors que des hélicoptères approchent. C'est l'armée du nord qui attaque. César profite de la panique pour se rendre dans les quartiers du colonel. Là, il découvre que le colonel vient de contracter la maladie qui rend muet. Il a été contaminé par la poupée de Nova. César s'empare de son pistolet mais ne parvient pas à le tuer. Le colonel décide de se suicider. Pendant ce temps, ses troupes, massées sur l'enceinte, défendent la base du mieux qu'elles peuvent. César découvre que sa communauté est bloquée entre les deux armées. Il décide donc de faire diversion en détruisant le stock de carburant du colonel. Mais il est stoppé par un carreau d'arbalète tiré par Preacher. Alors que celui-ci s'avance vers César pour le mettre à mort, il est tué par Red qui est à son tour abattu. César parvient ensuite à détruire le stock de carburant ce qui entraine une réaction en chaine qui détruit une grande partie de la base. Les soldats du nord entrent à l'intérieur tandis que les singes s'éclipsent vers la forêt voisine. Les explosions provoquent une avalanche qui ensevelit la base puis l'armée du nord. Les singes eux s'accrochent aux arbres et parviennent à survivre.

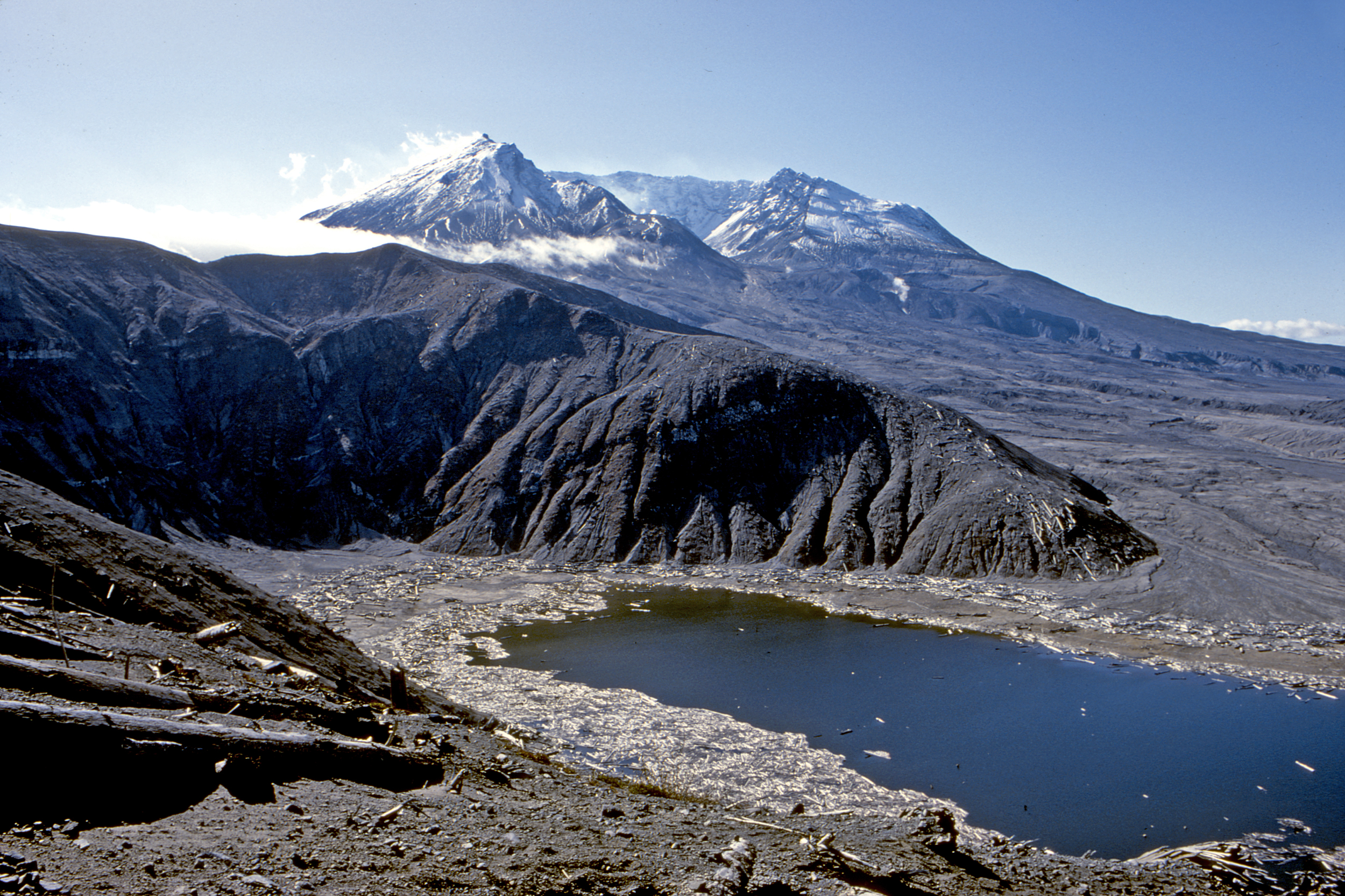
Le lieu de destination des singes.

Libérés une fois pour toutes des humains, les singes quittent la montagne puis traversent un désert jusqu'au lieu idyllique qu'a découvert Rocket. Une fois arrivé, César, affaibli par la blessure de Preacher, s'affaisse sous les yeux de Maurice. Celui-ci, comprenant que la fin de son ami est proche, lui promet de transmettre aux prochaines générations de singes l'histoire de César. Le chef des singes verse alors une larme puis finit par s'éteindre.

## Fiche technique
Sauf indication contraire, les informations mentionnées dans cette section peuvent être confirmées par les bases de données cinématographiques IMDb et Allociné,  présentes dans la section « Liens externes ».
- Titre original : War for the Planet of the Apes
- Titre français : La Planète des singes : Suprématie
- Titre québécois : La Guerre de la Planète des singes[3]
- Réalisation : Matt Reeves
- Scénario : Mark Bomback et Matt Reeves, d'après les personnages créés par Rick Jaffa et Amanda Silver, d'après le roman La Planète des singes créé par Pierre Boulle
- Musique : Michael Giacchino
- Direction artistique : Richard Bloom, David Clarke, Nigel Evans et Maya Shimoguchi
- Décors : James Chinlund
- Costumes : Melissa Bruning
- Photographie : Michael Seresin
- Son : Brian Bair, Geoff Ethridge, Will Files, Tom Lalley, Andy Nelson, Erin Michael Rettig
- Montage : William Hoy et Stan Salfas
- Production : Peter Chernin, Dylan Clark, Rick Jaffa et Amanda Silver
  - Production déléguée : Mark Bomback, Mary McLaglen et Jenno Topping
  - Coproduction : Ryan Stafford
- Sociétés de production : Chernin Entertainment, en association avec TSG Entertainment, présenté par 20th Century Fox
- Société de distribution : 20th Century Fox
- Budget : 150 millions de $[4],[5]
- Pays d'origine :  États-Unis
- Langues originales : anglais et langue des signes américaine
- Format : couleur — Digital — 2,39:1 (CinemaScope) — son Dolby Atmos / DTS (DTS: X) / Dolby Digital / 12-Track Digital Sound (IMAX version) / Auro 11.1 / IMAX 6-Track / Sonics-DDP (IMAX version) / Dolby Surround 7.1
- Genre : science-fiction, action, aventure, drame
- Durée : 140 minutes
- Dates de sortie :
  - Belgique : 12 juillet 2017[6]
  - États-Unis, Québec : 14 juillet 2017[3]
  - France, Suisse romande : 2 août 2017[7],[8]
- Classification :
  - États-Unis : accord parental recommandé, film déconseillé aux moins de 13 ans (PG-13 - Parents Strongly Cautioned)[Note 5]
  - France : tous publics[9]
  - Belgique : potentiellement préjudiciable jusqu'à 12 ans (Mogelijk schadelijk voor kinderen onder de 12 jaar)[6],[10]
  - Suisse romande : interdit aux moins de 12 ans[11]
  - Québec : tous publics - déconseillé aux jeunes enfants (G - General Rating)[3]

## Distribution
Sauf indication contraire, les informations mentionnées dans cette section peuvent être confirmées par la base de données cinématographiques IMDb,  présente dans la section « Liens externes ».
- Andy Serkis (VF : Jérémie Covillault ; VQ : Patrick Chouinard) : César
- Woody Harrelson (VF : Jérôme Pauwels ; VQ : Louis-Philippe Dandenault) : le colonel McCullough
- Steve Zahn (VF : Didier Brice ; VQ : Jacques Lavallée) : Méchant Singe
- Karin Konoval (VQ : Élise Bertrand) : Maurice
- Amiah Miller : Nova
- Terry Notary : Rocket
- Ty Olsson : Red le mulet
- Michael Adamthwaite : Luca
- Toby Kebbell (VF : David Krüger) : Koba
- Gabriel Chavarria (VF : Alexis Gilot) : Preacher
- Judy Greer : Cornélia
- Sara Canning : Lake
- Devyn Dalton : Cornélius
- Aleks Paunovic : Winter
- Alessandro Juliani : Spear
- Max Lloyd-Jones : Yeux Bleus
- Timothy Webber : le vieux singe

- Version française réalisée par Dubbing Brothers sous la direction artistique d'Hervé Rey, avec une adaptation de dialogues de Philippe Millet[12].
- Version québécoise réalisée par Cinélume sous la direction artistique de Maël Davan-Soulas, avec une adaptation de dialogues d'Aurélie Laroche[13].

Sources doublage : Allodoublage, Doublage Québec et RS Doublage.

Photos des principaux interprètes.
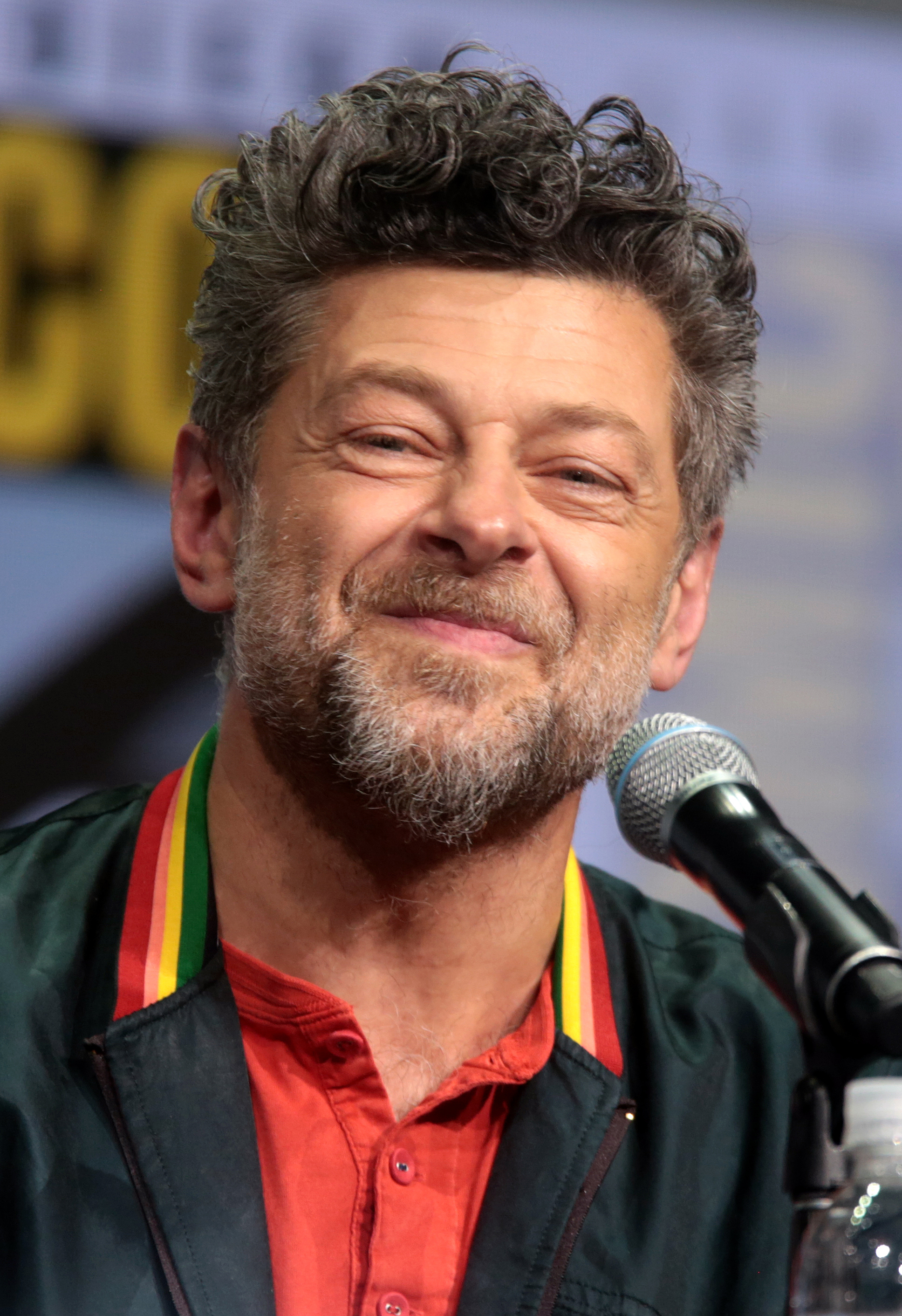
Andy Serkis en 2017.
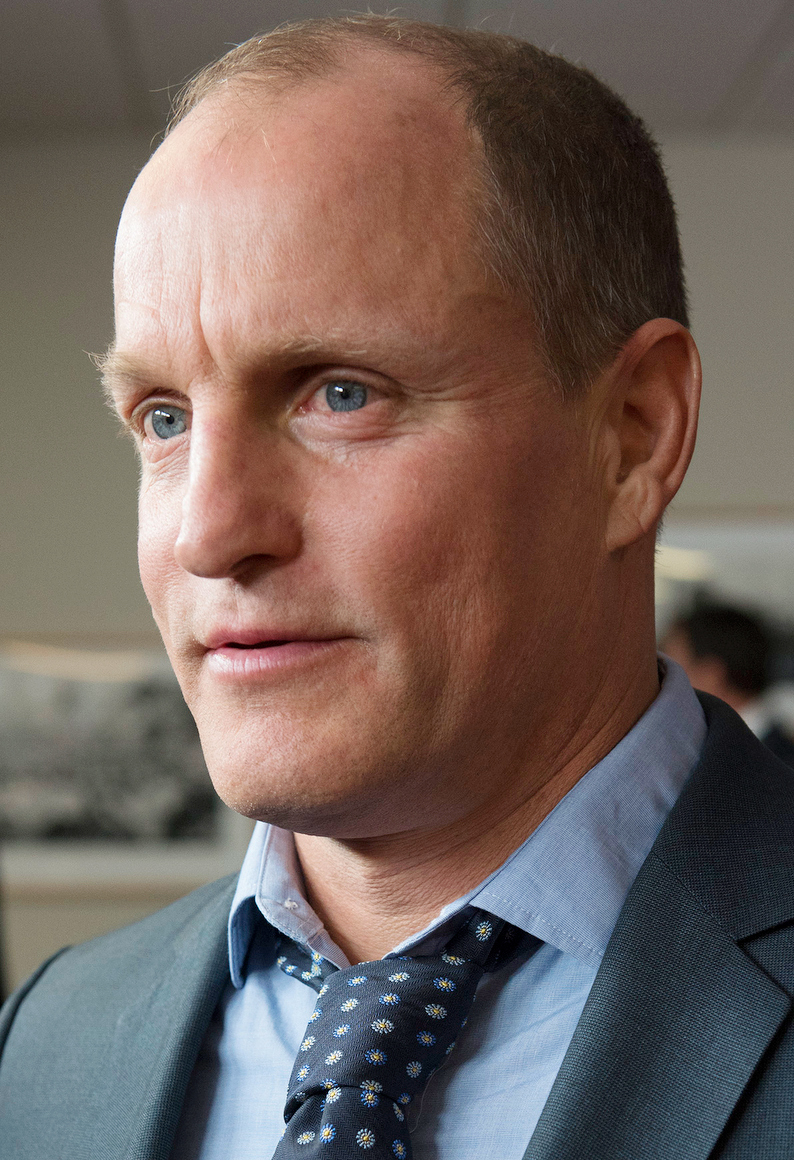
Woody Harrelson en 2016.
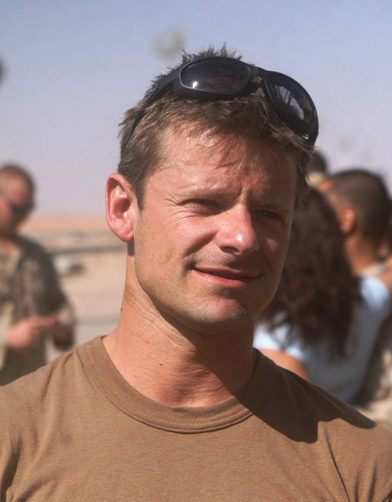
Steve Zahn en 2008.
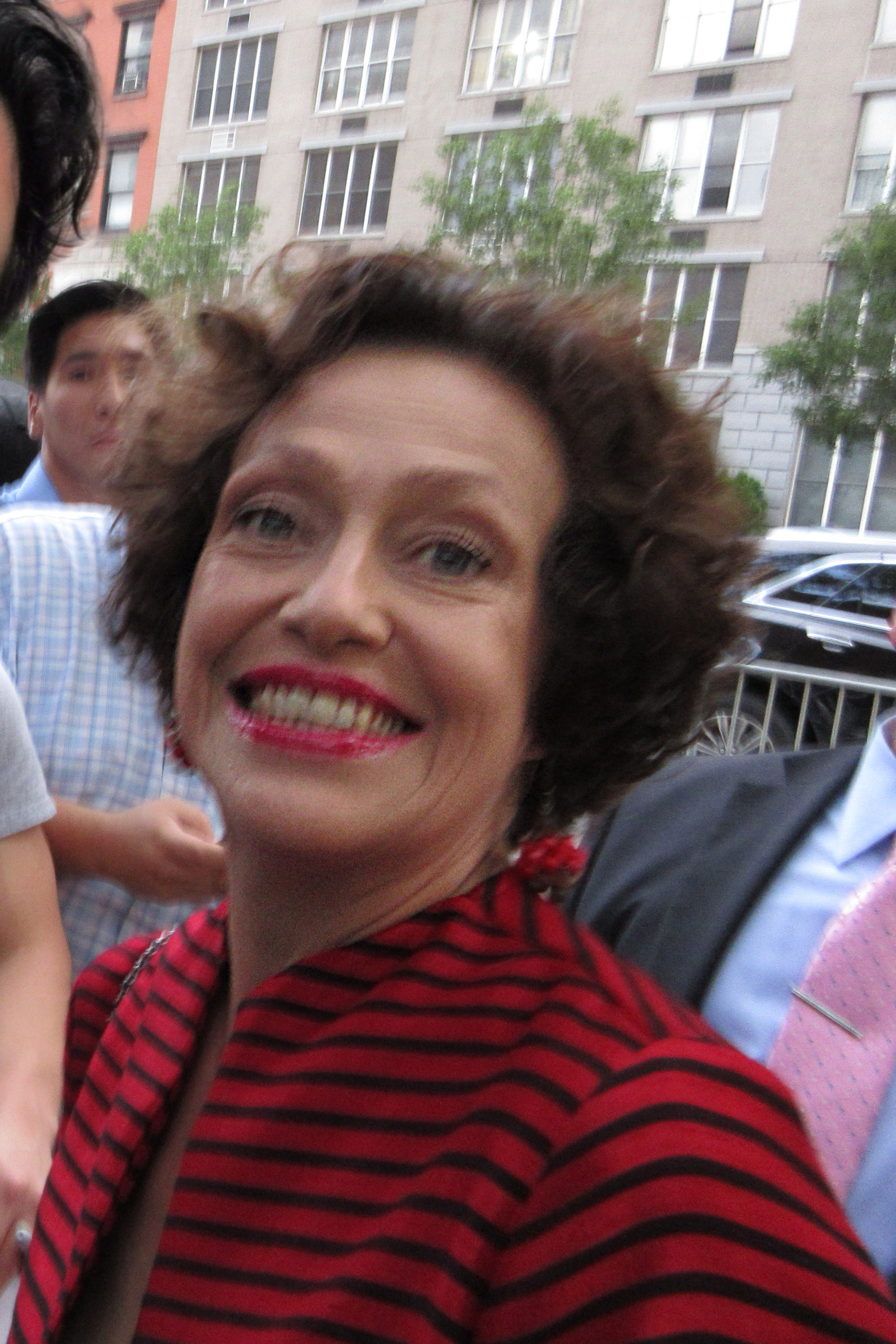
Karin Konoval en 2017.
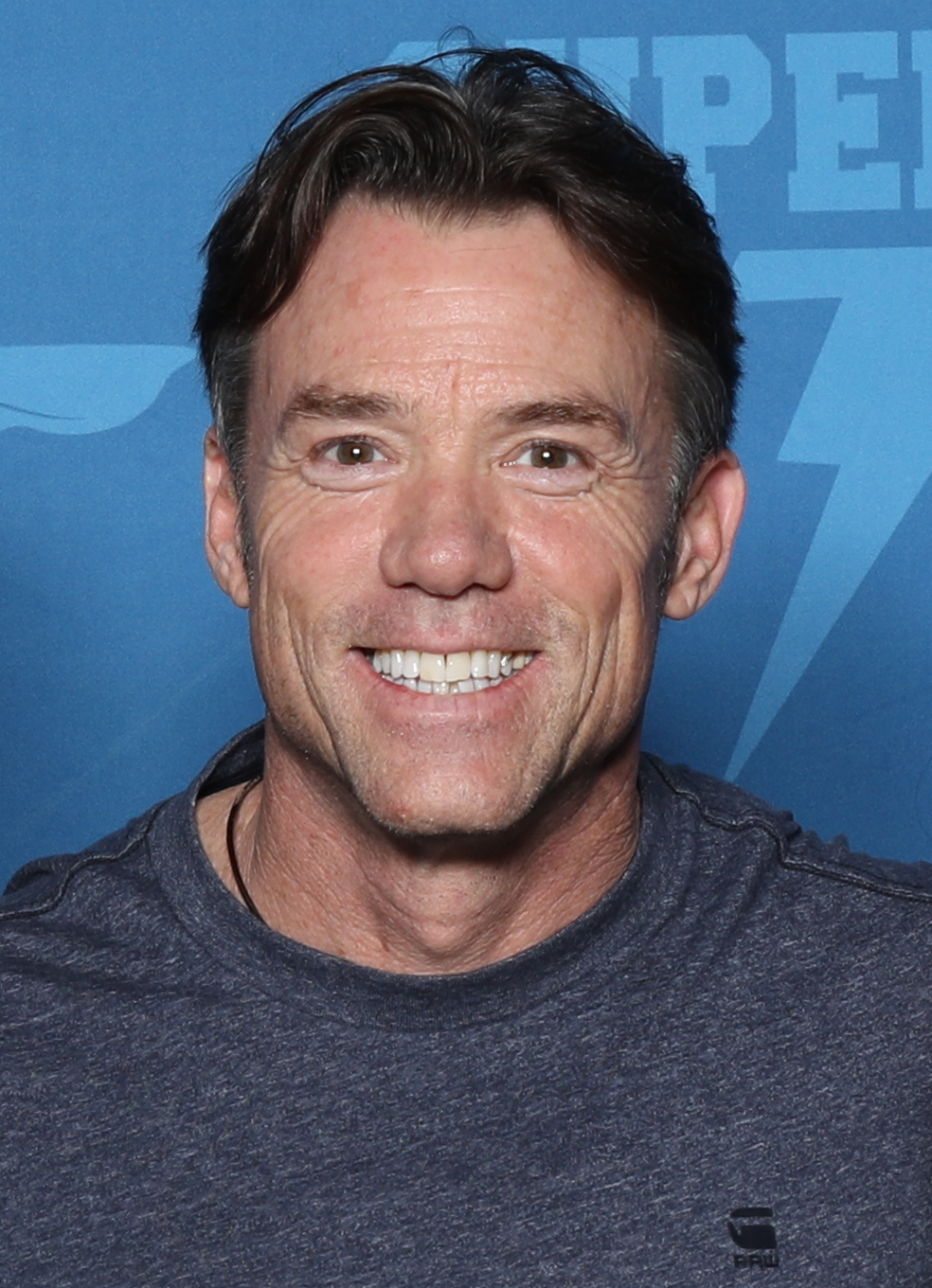
Terry Notary en 2018.
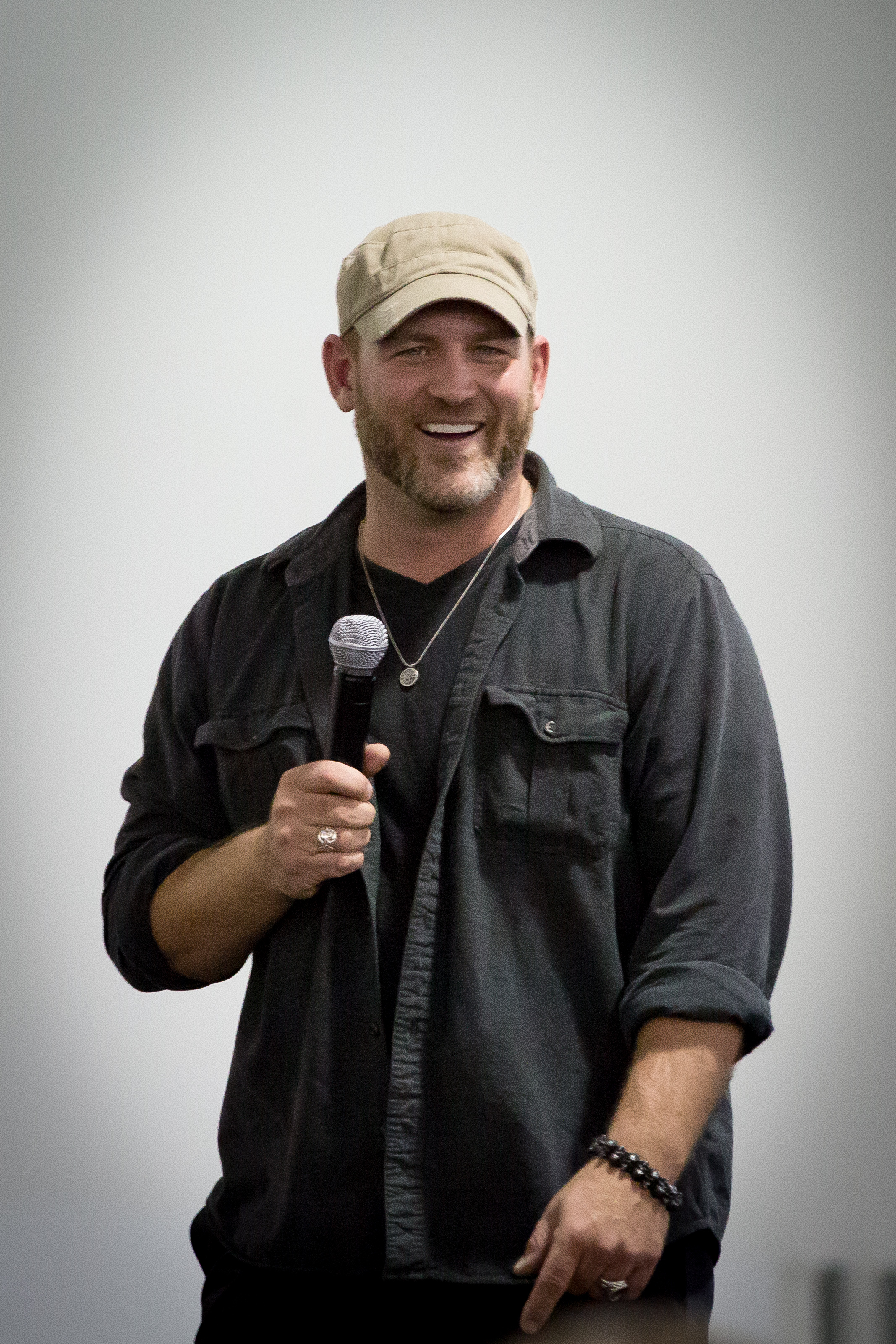
Ty Olsson en 2013.

## Production

### Développement
Initiée en 1968, la saga La Planète des singes renaît pour la deuxième fois sur les écrans de cinéma en août 2011 avec le film La Planète des singes : Les Origines. Ce film est bien accueilli par la critique et franchit le seuil des 175 millions de dollars aux États-Unis. Fort de ce succès le studio 20th Century Fox produit un autre film annoncé pour sortir en juillet 2014. Confiants en ce nouvel opus dénommé La Planète des singes : L'Affrontement, les producteurs annoncent à la presse en janvier 2014 la mise en chantier d'un troisième volet,. Le deuxième film baptisé La Planète des singes : L'Affrontement est à son tour un succès commercial avec 208 millions de dollars aux États-Unis et plus de 700 millions de dollars au niveau mondial.
Mark Bomback et Matt Reeves, respectivement scénariste et réalisateur de L'Affrontement se mettent alors à réfléchir à des idées de scénario pour ce troisième opus. Le réalisateur indique qu'ils ont « regardé beaucoup de films de guerre avant de commencer. Les réalisateurs qui m’ont donné envie de faire ce métier sont ces metteurs en scène américains des années 70. J’aime beaucoup Martin Scorsese et Francis Ford Coppola, c’étaient mes héros. Apocalypse Now (1979) est un film qui m’a époustouflé quand je l’ai vu. Alors que nous commencions à écrire, Mark Bomback et moi avons fait une chose que tous les scénaristes d’Hollywood sont censés faire dans l’esprit des gens, mais que personne n’a jamais eu le temps de faire en réalité. Nous nous sommes assis et nous avons regardé un film ou deux tous les jours. Nous avons regardé Apocalypse Now, bien sûr. Nous avons regardé Le Pont de la rivière Kwaï (1957), La Grande Évasion (1963), Ben-Hur (1959), Les Dix commandements (1956), Josey Wales hors-la-loi (1976), Impitoyable (1992), Les Sentiers de la gloire (1957), Le Cid (1961), tous les anciens épisodes de La Planète des singes. Nous avons vu beaucoup de films »,. Ils regardent également Braveheart (1995), Spartacus (1960), L'Empire contre-attaque (1980), Un condamné à mort s'est échappé (1956) ou La Forteresse cachée (1958). Avec les visions de ces films les deux auteurs cherchent avant tout à fusionner trois genres bien différents : les films bibliques, les westerns et les films de guerre.
Après la vision des films les deux hommes se réunissent dans un bureau pour y noter les idées que la séance leur a inspiré. Ce n'est pas forcément des scènes mais plutôt des instants. Une fois ces éléments rassemblés, ils présentent aux producteurs une ébauche de scénario. Puis, Bomback retourne chez lui à New York. Avec Reeves, il organise ensuite des séances d'écriture grâce au logiciel informatique Skype et en partageant à distance l'ordinateur de Bomback pour pouvoir écrire ensemble sur le même logiciel de traitement de texte. Ils se réunissent ainsi pendant plusieurs mois, huit heures par jour. Ils passent ainsi un an sur l'écriture du scénario.
D'abord annoncé avec une date de sortie au 29 juillet 2016, le film est repoussé en janvier 2015 au 14 juillet 2017. Le titre du film est révélé à la presse en mai 2015. Il s'agit de War of the Planet of the Apes, renommé en octobre 2015 War for the Planet of the Apes,,,,.

### Préproduction
Andy Serkis revient interpréter en capture de mouvements le rôle du singe César. Les noms des autres comédiens sont dévoilés à la presse entre août et octobre 2015. Les autres interprètes jouant des singes dans les précédents films sont de retour. Judy Greer reprend son rôle de Cornelia la femme de César, Karin Konoval celui de l’orang-outan Maurice et Terry Notary celui du chimpanzé Rocket,. Steve Zahn est lui engagé pour jouer un nouveau personnage de singe : Méchant singe. Matt Reeves recrute Steve Zahn. Ce dernier a fait pleurer le réalisateur grâce à son interprétation émouvante du rôle lors de son audition. D'autres nouveaux singes sont interprétés par Aleks Paunovic et Sara Canning. Il s'agit respectivement du gorille albinos Winter et de la femelle chimpanzé Lake,. Les principaux rôles d'humains sont confiés à la jeune Amiah Miller pour le rôle de Nova, Woody Harrelson pour le colonel et Gabriel Chavarria pour le tireur d'élite Preacher,,,.
La société de production d'effets spéciaux néo-zélandais Weta et le directeur des effets visuels Joe Letteri sont de retour pour réaliser les trucages numériques. Comme pour La Planète des singes : Les Origines et La Planète des singes : L'Affrontement les singes sont joués par des interprètes en justaucorps de capture de mouvements puis remplacés par des effets spéciaux numériques. La fourrure numérique du personnage de César, par exemple, compte plus d’un million de poils. Pour son rôle d'orang-outan, Karin Konoval doit porter un sac à dos afin de paraître plus volumineuse.

### Tournage
Le tournage débute le 14 octobre 2015 dans les Basses-terres continentales autour de Vancouver sous le titre fictif Hidden Fortress pour éviter d'éventuelle fuites du scénario,,. Le réalisateur Matt Reeves annonce le 18 octobre sur son compte du réseau social Twitter le début du tournage en postant une photo de deux personnes en justaucorps de capture de mouvements sur une plage. Les caméras utilisées sont des caméras numériques Arri Alexa 65 ou une caméra tyrolienne pour les vues aériennes. Les scènes sont tournées principalement en Colombie-Britannique et en Alberta au Canada. Cependant quelques scènes proviennent de tournage dans l'État de Washington et de Californie.

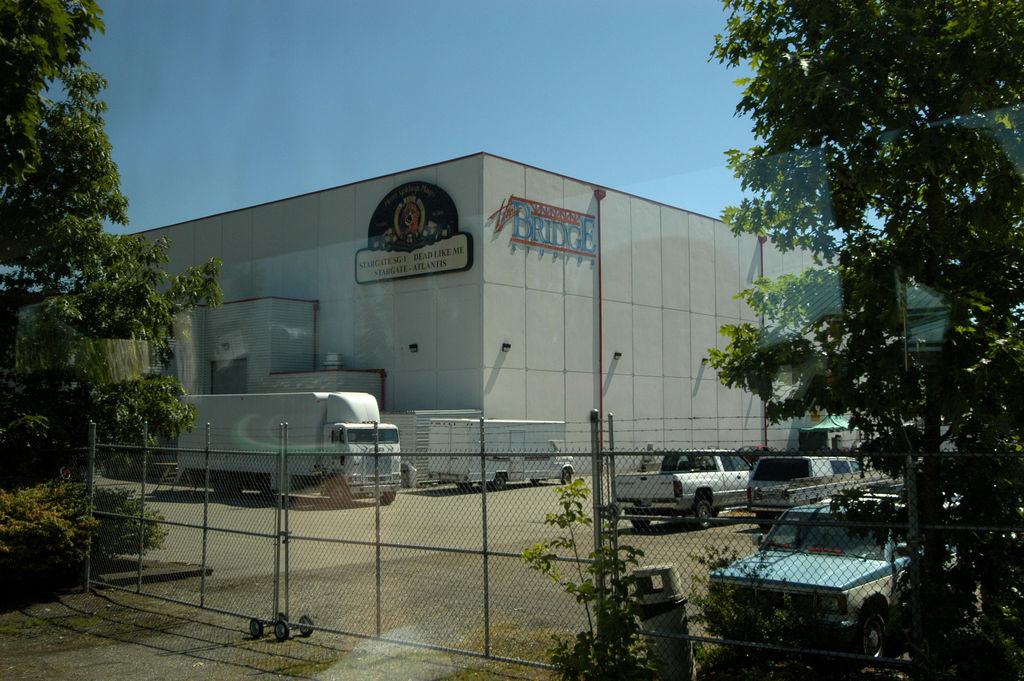
Les studios de Burnaby en 2005.

La scène sur la plage, évoquant la fin du film La Planète des singes de 1968 est tournée sur l'île de Vancouver. Plusieurs autres scènes forestières sont jouées dans cette île autour des villes de Tofino et d'Ucluelet dans le parc national Pacific Rim. Les parties du films où les singes se trouvent dans des montagnes enneigées son tournées dans le chaînon Kananaskis,, à l'ouest de la ville de Calgary et aussi au Mont Seymour au nord de Vancouver. La fin du film est tournée autour du mont Saint Helens et de lac Spirit, dans l'État de Washington tandis que les plans du désert proviennent de plusieurs endroits en Californie. Le décor le plus important, la forteresse du colonel est construite par la production en extérieur à Richmond, au sud de Vancouver. L'explosion du wagon-citerne contenant le stock de carburant du colonel est tournée dans ce décor le mardi 2 février 2016. L'explosion est tellement importante qu'elle est ressentie à Vancouver. Les informations locales sont obligées de préciser qu'il ne s'agit « que d'un film ». Les intérieurs de la station de ski et le tunnel menant sous la forteresse sont eux construits dans les studios de Burnaby.
Le tournage est difficile pour toute l'équipe, car il fait très froid en plein milieu de l’hiver canadien. Le tournage se conclut le 4 mars 2016.

### Postproduction
À Wellington, Nouvelle-Zélande, dans les studios de Weta, le directeur des effets visuels Joe Letteri et son équipe reprennent les plans avec les interprètes en justaucorps de capture de mouvements pour les remplacer par des singes,. À partir des informations enregistrée par les justaucorps mais aussi avec les images de la caméra montée sur le casque de chaque acteur, les animateurs construisent les mouvements du corps et des visages des singes. Ils doivent également calculer l'éclairage réel. Qu'il s'agisse de lumière naturelle solaire passant à travers les nuages ou celle qui réfléchit sur le sable ou sur l'eau. En intérieur ils font de même pour la lumière artificielle.
La simulation de la fourrure est également compliquée. Les millions de petits poils doivent réagir tous de la même façon à la gravité et à l'éclairage. Si les singes se mouillent, les animateurs doivent aussi calculer l'écoulement de l'eau. Lorsque les singes roulent dans la neige ou que la neige s'accumule sur leur pelage cela complique encore plus le travail, car la neige se tasse sur la fourrure.
L'équipe de Letteri est également chargée de recréer la forêt de pins se situant derrière la forteresse du colonel. Auparavant les animateurs devaient fabriquer chaque arbre individuellement. Puis, les arbres étaient regroupés pour faire en sorte que la mise en place soit la plus naturelle possible. Weta a donc crée  un logiciel nommé Totara, pour que les animateurs puissent simuler la pousse naturelle d'une forêt hétéroclite et ayant des tailles d'arbres différentes. La lumière du soleil et l'ombre déterminent quel côté pourrait obtenir le plus de branches, quel côté en a moins. Finalement les animateurs n'ont qu'à construire le terrain et saupoudrer de graines et le logiciel simule la pousse pendant quelques centaines d'années. Le résultat est alors très proche d'une forêt naturelle.

### Bande originale
Déjà responsable de la musique de La Planète des singes : L'Affrontement le compositeur Michael Giacchino retrouve pour la quatrième fois le réalisateur Matt Reeves. Grand amateur de la série de films La Planète des singes, il rend une nouvelle fois hommage à la bande originale signée par Jerry Goldsmith pour le premier film de 1968. Giacchino permet à son fils de douze ans, Griffith, de composer le premier morceau de la bande originale comme l'avait fait Basil Poledouris pour sa fille lors de la composition de la musique de Conan le Barbare (1982). La fin de Planet of the Escapes présente d'ailleurs des similitudes avec les compositions de Poledouris.
Le thème central de la partition sur le voyage émotionnel de César débute avec le morceau The Ecstasy Of The Bold par un grand crescendo pour se terminer avec Migration et Paradis Found. Un thème secondaire est constitué de trois répétitions descendantes de quatre notes évoque la famille de César et la tristesse de ce personnage. Giacchino appelle d'ailleurs le « thème de la perte ». Ce thème est notamment présent dans Exodus Wounds. D'autres moments de la partition se rapprochent du style western d'Ennio Morricone est introduite à la fin d’Exodus Wounds et reprit dans The Posse Polonaise, The Bad Ape Bagatelle et Don't Luca Now. Il s'agit d'une mélodique descendante à mi-chemin entre les deux thèmes précédents.
La bande originale sort en CD et en achat numérique chez Sony Music Entertainment le 7 juillet 2017,.
| Liste des morceaux | Liste des morceaux            | Liste des morceaux | Liste des morceaux | Liste des morceaux | Liste des morceaux | Liste des morceaux | Liste des morceaux | Liste des morceaux | Liste des morceaux |
| No                 | Titre                         | Durée              |                    |                    |                    |                    |                    |                    |                    |
| ------------------ | ----------------------------- | ------------------ | ------------------ | ------------------ | ------------------ | ------------------ | ------------------ | ------------------ | ------------------ |
| 1.                 | Apes' Past Is Prologue        | 10:54              |                    |                    |                    |                    |                    |                    |                    |
| 2.                 | Assault Of The Earth          | 5:30               |                    |                    |                    |                    |                    |                    |                    |
| 3.                 | Exodus Wounds                 | 4:24               |                    |                    |                    |                    |                    |                    |                    |
| 4.                 | The Posse Polonaise           | 1:41               |                    |                    |                    |                    |                    |                    |                    |
| 5.                 | The Bad Ape Bagatelle         | 1:15               |                    |                    |                    |                    |                    |                    |                    |
| 6.                 | Don't Luca Now                | 3:55               |                    |                    |                    |                    |                    |                    |                    |
| 7.                 | Koba Dependent                | 2:56               |                    |                    |                    |                    |                    |                    |                    |
| 8.                 | The Ecstasy Of The Bold       | 1:58               |                    |                    |                    |                    |                    |                    |                    |
| 9.                 | Apes Together Strong          | 7:13               |                    |                    |                    |                    |                    |                    |                    |
| 10.                | A Tide In The Affairs Of Apes | 5:32               |                    |                    |                    |                    |                    |                    |                    |
| 11.                | Planet Of The Escapes         | 2:44               |                    |                    |                    |                    |                    |                    |                    |
| 12.                | The Hating Game               | 2:06               |                    |                    |                    |                    |                    |                    |                    |
| 13.                | A Man Named Suicide           | 5:33               |                    |                    |                    |                    |                    |                    |                    |
| 14.                | More Red Than Alive           | 2:42               |                    |                    |                    |                    |                    |                    |                    |
| 15.                | Migration                     | 2:05               |                    |                    |                    |                    |                    |                    |                    |
| 16.                | Paradise Found                | 5:37               |                    |                    |                    |                    |                    |                    |                    |
| 17.                | End Credits                   | 9:30               |                    |                    |                    |                    |                    |                    |                    |
| 75:35              |                               |                    |                    |                    |                    |                    |                    |                    |                    |

## Accueil

### Accueil critique

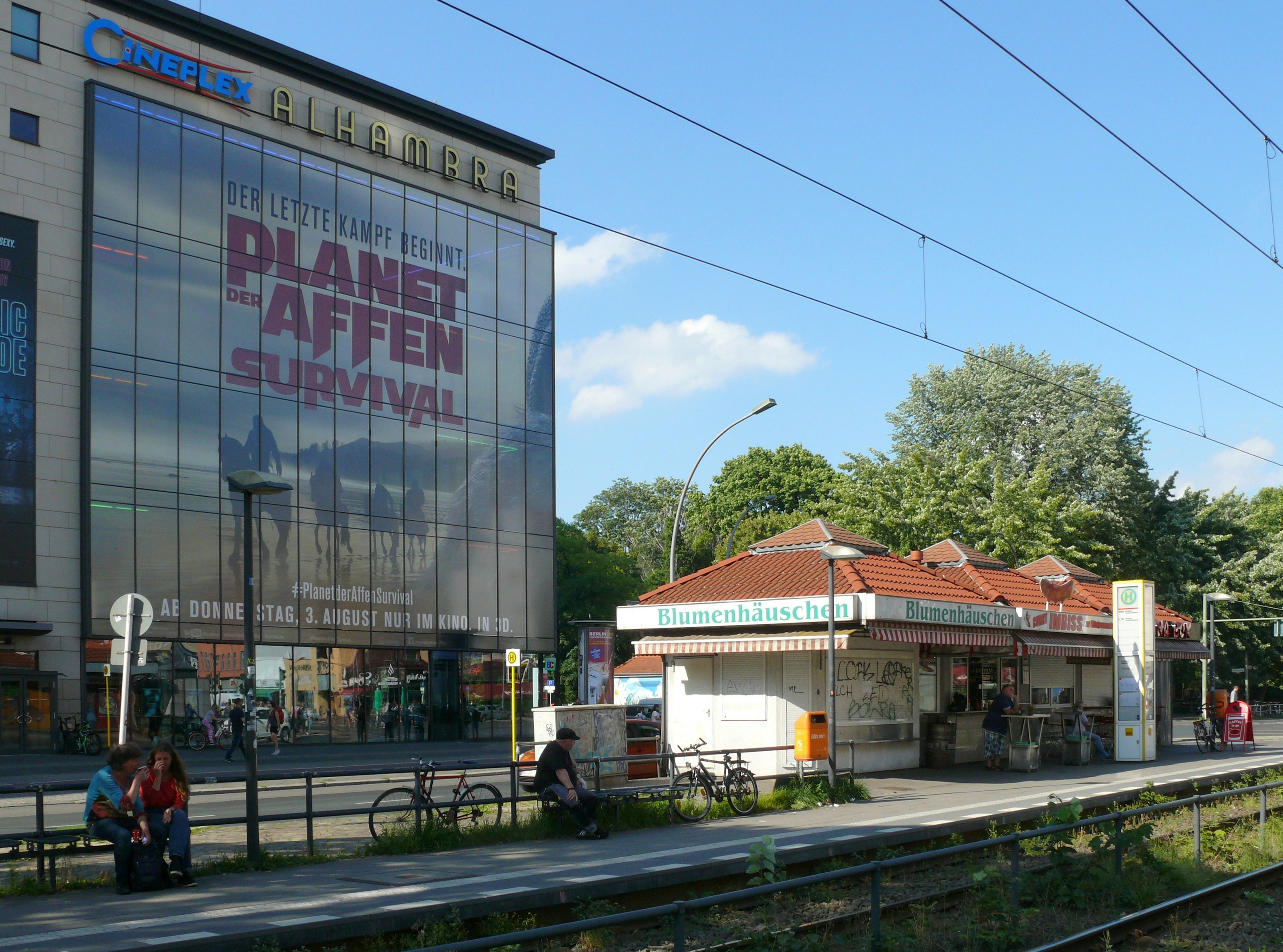
Façade du cinéma Alhambra de la société Cineplex à Berlin en août 2017.

Le film est très bien accueilli par les critiques de cinéma. Sur le site Rotten Tomatoes, il obtient le score de 94 % pour un total de 361 critiques. Il dispose sur le site Metacritic d'une note de 82 % basée sur 50 avis. En France, il reçoit des critiques majoritairement positives ; le site Allociné propose une note de 3,7 sur 5 à partir de l'interprétation de 29 titres de presse.
Aux États-Unis, Scott Collura du site web IGN déclare que le film est « un excellent volet de conclusion de la nouvelle trilogie mais aussi un film qui construit suffisamment l'univers des singes pour que la série puisse potentiellement continuer - et qu'après trois films on en redemande encore ». Collura attribut le succès des deux derniers films de la saga des singes principalement à l'instinct du réalisateur Matt Reeves. Brian Tallerico du site RogerEbert.com trouve la réalisation de Reeves grande et intelligente. Il acclame également la photographie de Michael Seresin qui imprègne le film « d’une palette de couleurs riche et naturelle » et la musique de Michael Giacchino qui « signe sans doute le meilleur travail de sa carrière ». Michael Sragow du magazine Film Comment salue également le travail de Reeves, Seresin et Giacchino. Il indique aussi qu'Andy Serkis « fait de César un héros aussi émouvant, ravagé, vulnérable et imparfait que Spartacus ou Moïse ». Pour le critique César est le chef « le plus nuancé et le plus dynamique de la science-fiction sur grand écran ». Anthony Oliver Scott du journal The New York Times écrit que le film est « l'épisode le plus sinistre à ce jour, et aussi le plus fort, un exemple superbe - rare à cette époque d'univers cinématographiques mal construits et commerciaux ». Il salue également le travail d'acteur d'Andy Serkis. Peter Travers du magazine Rolling Stone indique que « Serkis a joué avec une puissance et une profondeur presque shakespearienne ». Il souhaite même que Serkis remporte un Oscar pour ce rôle. Pour lui cet opus est le meilleur des films de la saga des singes depuis l'original de 1968. Eric Kohn du site internet IndieWire salue la réalisation de Matt Reeves, les effets visuels et la partition musicale de Michael Giacchino.
En France, Thierry Chèze du magazine Studio Ciné Live indique que le film est de haute tenue et qu'il conclut la trilogie en beauté. Mathieu Macheret dans le journal Le Monde, évoque un des films à gros budget « les plus stimulants de la saison ». Il regrette cependant les penchants familialiste, anthropomorphique et hollywoodien de l'intrigue. Yannick Vely du magazine Paris Match écrit qu'il ne faut pas « être cinéphile pour apprécier le spectacle. Un grand souffle d’aventure balaie le futur froid imaginé par Mark Bomback et Matt Reeves et la première heure est une véritable leçon de cinéma épique ». Dans le journal Le Dauphiné libéré, Jean Serroy écrit qu'il s'agit d'un film haletant « et où, dans cette atmosphère d’apocalypse, passe l’ombre des dictatures militaires et des camps d’extermination ». Pour Éric Neuhoff du journal Le Figaro, c'est un « troisième et ultime volet de la saga mêle habilement spectaculaire et émotion ». François Forestier du magazine Le Nouvel Observateur pense qu'il y a « tout ce qu’il faut : du conflit, de la menace, des effets spéciaux, une petite dose de grandiloquence, et un message bien martelé : les animaux sont moins mauvais que les hommes ». Pour Barbara Théate de Le Journal du dimanche trouve que Suprématie « s’impose comme un grand classique hollywoodien, dans son souffle épique et sa mythologie. La métaphore de notre société saute aux yeux, avec un manque d’empathie et une peur de l’autre qui conduisent à la fin de l’humanité ». Sylvestre Picard du journal Ouest-France trouve qu'il s'agit d'un « film de guerre brutal, doublé d'un triomphe technique - les singes sont encore plus hallucinants de réalisme qu'avant ». Christophe Carrière du magazine L'Express pense que « le spectacle a autant d'allure que dans les deux premiers films, avec ce supplément d'intelligence et d'humanisme dont sont désormais dépourvues toutes les superproductions hollywoodiennes estivales ». Sylvestre Picard du magazine Première approuve le fait que le réalisateur « cherche à procéder par soustraction plutôt que par surenchère, en choisissant de vider l'espace pour donner à l'ultime combat des singes et des hommes toute son ampleur apocalyptique ».
Plusieurs critiques, dont Jacky Goldberg du magazine Les Inrockuptibles, trouvent qu'avec La Planète des singes : Les Origines et La Planète des singes : L'Affrontement, La Planète des singes : Suprématie forme l’une des meilleures trilogies hollywoodiennes de sa génération,,,.
Du côté des avis négatifs, Luc Chessel du journal Libération trouve que le film « se perd en paraboles et démonstrations verbeuses qui cachent mal un manque d’audace scénaristique ». Stéphane du Mesnildot du magazine Cahiers du Cinéma trouve, lui, le scénario hésitant.

### Box-office
La Planète des singes : Suprématie est un succès commercial avec 490 719 000 dollars de recettes pour un budget de 150 millions de dollars. Il se hisse à la vingt-deuxième place annuelle en Amérique du Nord et à la vingtième place au niveau mondial. En France, avec 2 884 000 entrées, le film se classe en treizième position du box-office de l’année 2017 derrière les films de science-fiction Star Wars, épisode VIII : Les Derniers Jedi (1re) et Valérian et la Cité des mille planètes (3e) mais devant Seven Sisters (32e), Blade Runner 2049 (39e), Transformers: The Last Knight (40e), Alien: Covenant (44e), Ghost In The Shell (52e), Life : Origine inconnue (88e) et L'Expérience interdite (122e).
| Pays       | Box-office (2017)  | Classement de l'année (2017) |
| ---------- | ------------------ | ---------------------------- |
| Monde      | 490 719 000 US$    | 22e                          |
| France     | 2 884 000 entrées  | 20e                          |
| États-Unis | 146 880 000 US$    | 13e                          |
| Europe     | 13 648 000 entrées |                              |
| Chine      | 112 150 000 US$    |                              |

## Distinctions
Note : sauf mention contraire, les informations ci-dessous sont issues de la page Awards du film sur l'Internet Movie Database. Ici sont listés les principaux prix.
Le film obtient essentiellement des prix pour le travail d'acteur d'Andy Serkis et pour ses effets spéciaux. Ces derniers reçoivent notamment quatre prix de la Visual Effects Society et une nomination à la 90e cérémonie des Oscars.

### Récompenses
| Année | Cérémonie ou récompense                     | Prix                                                          | Lauréat(es)                                                                     |
| ----- | ------------------------------------------- | ------------------------------------------------------------- | ------------------------------------------------------------------------------- |
| 2017  | Festival du film de Hollywood               | Meilleurs effets visuels                                      | Daniel Barrett, Dan Lemmon, Joe Letteri et Erik Winquist                        |
| 2017  | Phoenix Film Critics Society                | Meilleurs effets visuels                                      |                                                                                 |
| 2017  | San Diego Film Critics Society              | Meilleurs effets visuels dans un film en prise de vue réelle  |                                                                                 |
| 2017  | San Francisco Film Critics Circle           | Meilleur acteur                                               | Andy Serkis                                                                     |
| 2017  | Washington DC Area Film Critics Association | Meilleur acteur en capture de mouvement                       | Andy Serkis                                                                     |
| 2018  | Annie Awards                                | Animation d'un personnage dans un film en prise de vue réelle | Daniel Barrett, Alessandro Bonora, Emile Ghorayeb, Sidney Kombo et Luisma Lavin |
| 2018  | Austin Film Critics Association             | Prix spécial pour son travail de capture de mouvement         | Andy Serkis                                                                     |
| 2018  | Critics' Choice Movie Awards                | Meilleurs effets visuels                                      |                                                                                 |
| 2018  | Denver Film Critics Society                 | Meilleurs effets visuels                                      |                                                                                 |
| 2018  | Indiana Film Journalists Association        | Meilleure performance vocale ou de capture de mouvement       | Andy Serkis                                                                     |
| 2018  | Motion Picture Sound Editors                | Réalisation exceptionnelle en montage sonore                  |                                                                                 |
| 2018  | Satellite Awards                            | Meilleur montage                                              | William Hoy et Stan Salfas                                                      |
| 2018  | Utah Film Critics Association               | Meilleur acteur                                               | Andy Serkis                                                                     |
| 2018  | Visual Effects Society Awards               | Meilleurs effets visuels photoréaliste                        |                                                                                 |
| 2018  | Visual Effects Society Awards               | Meilleur personnage animé photoréaliste                       | César                                                                           |
| 2018  | Visual Effects Society Awards               | Meilleurs simulations d'effets photoréaliste                  |                                                                                 |
| 2018  | Visual Effects Society Awards               | Meilleure composition photoréaliste                           |                                                                                 |

### Nominations
| Année | Cérémonie ou récompense                              | Prix                                                              | Lauréat(es)                                                                                |
| ----- | ---------------------------------------------------- | ----------------------------------------------------------------- | ------------------------------------------------------------------------------------------ |
| 2017  | Chicago Film Critics Association                     | Meilleure musique de film                                         | Michael Giacchino                                                                          |
| 2017  | Dublin Film Critics' Circle                          | Meilleur acteur                                                   | Andy Serkis                                                                                |
| 2017  | Dublin Film Critics' Circle                          | Meilleure photographie                                            | Michael Seresin                                                                            |
| 2017  | Florida Film Critics Circle                          | Meilleurs effets visuels                                          |                                                                                            |
| 2017  | Indiana Film Journalists Association                 | Meilleure performance vocale ou en capture de mouvement           | Andy Serkis                                                                                |
| 2017  | Las Vegas Film Critics Society                       | Meilleure photographie                                            | Michael Seresin                                                                            |
| 2017  | San Francisco Film Critics Circle                    | Meilleure musique de film                                         | Michael Giacchino                                                                          |
| 2017  | St. Louis Film Critics Association                   | Meilleurs effets visuels                                          |                                                                                            |
| 2017  | Teen Choice Awards                                   | Meilleurs film de l'été                                           |                                                                                            |
| 2017  | Washington DC Area Film Critics Association          | Meilleur acteur en capture de mouvement                           | Steve Zahn                                                                                 |
| 2018  | British Academy Film Awards                          | Meilleurs effets visuels                                          | Daniel Barrett, Dan Lemmon, Joe Letteri et Joel Whist                                      |
| 2018  | Academy of Science Fiction, Fantasy and Horror Films | Meilleur film de science-fiction                                  |                                                                                            |
| 2018  | Academy of Science Fiction, Fantasy and Horror Films | Meilleur réalisateur                                              | Matt Reeves                                                                                |
| 2018  | Academy of Science Fiction, Fantasy and Horror Films | Meilleur acteur                                                   | Andy Serkis                                                                                |
| 2018  | Academy of Science Fiction, Fantasy and Horror Films | Meilleurs effets visuels                                          | Daniel Barrett, Dan Lemmon, Joe Letteri et Joel Whist                                      |
| 2018  | Critics' Choice Movie Awards                         | Meilleur film d'action                                            |                                                                                            |
| 2018  | Empire Awards                                        | Meilleur acteur                                                   | Andy Serkis                                                                                |
| 2018  | Empire Awards                                        | Meilleurs effets visuels                                          |                                                                                            |
| 2018  | Gold Derby Awards                                    | Meilleurs effets visuels                                          | Daniel Barrett, Dan Lemmon, Joe Letteri et Joel Whist                                      |
| 2018  | Houston Film Critics Society                         | Meilleur acteur                                                   | Andy Serkis                                                                                |
| 2018  | Houston Film Critics Society                         | Meilleure musique de film                                         | Michael Giacchino                                                                          |
| 2018  | Houston Film Critics Society                         | Meilleurs effets visuels                                          |                                                                                            |
| 2018  | Motion Picture Sound Editors                         | Dialogues dans un long métrage                                    |                                                                                            |
| 2018  | Motion Picture Sound Editors                         | Effets sonores et bruitages pour un long métrage                  |                                                                                            |
| 2018  | Online Film Critics Society                          | Meilleurs effets visuels                                          | Daniel Barrett, Dan Lemmon, Joe Letteri et Joel Whist                                      |
| 2018  | Online Film Critics Society                          | Meilleures cascades                                               | Lauro David Chartrand-DelValle, Corbin Fox, Isaac Hamon, Terry Notary et John Stoneham Jr. |
| 2018  | Oscars                                               | Meilleurs effets visuels                                          | Daniel Barrett, Dan Lemmon, Joe Letteri et Joel Whist                                      |
| 2018  | Satellite Awards                                     | Meilleure musique de film                                         | Michael Giacchino                                                                          |
| 2018  | Satellite Awards                                     | Meilleurs effets visuels                                          |                                                                                            |
| 2018  | Satellite Awards                                     | Meilleur son                                                      |                                                                                            |
| 2018  | Visual Effects Society Awards                        | Meilleur environnement fictif dans un film en prise de vue réelle |                                                                                            |
| 2018  | Visual Effects Society Awards                        | Meilleur personnage animé dans un film en prise de vue réelle     | Méchant singe                                                                              |

## Analyse

### La fin du voyage de César

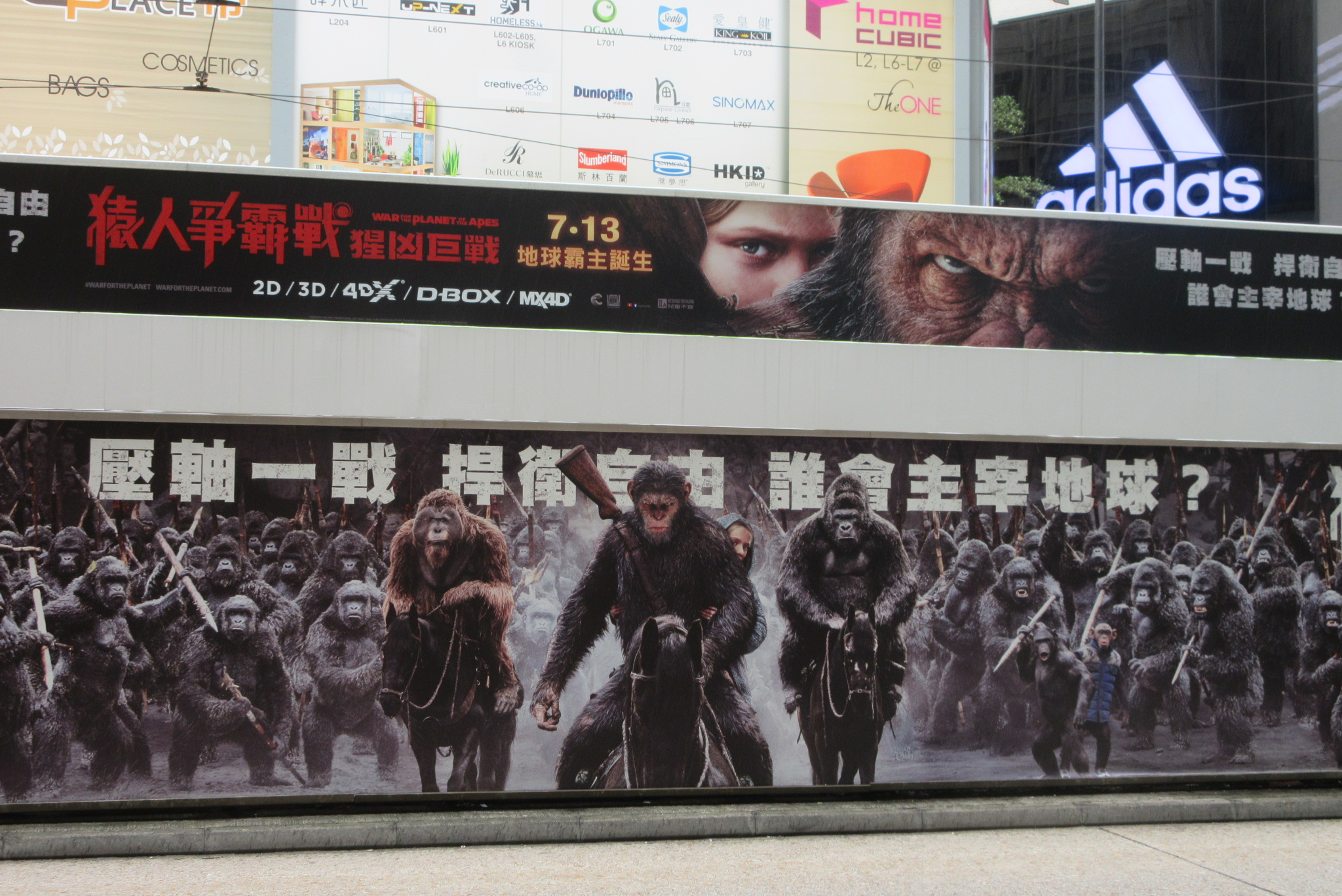
Affiches promotionnelles installées sur le mur d'une station du tramway de Hong Kong en juillet 2017. César se trouve à cheval au centre des affiches.

La Planète des singes : Suprématie est le premier film de la saga des singes à délaisser autant les humains et à n'en faire pratiquement que des antagonistes. Le film est centré sur les singes et plus particulièrement sur César,. Seule la scène d'ouverture avec l'escouade de militaires dans la forêt suit des humains. Le film délaisse les enjeux politiques pour les passions personnelles. Les personnages – et plus particulièrement César – deviennent plus importants que l'intrigue.
Dans le film, l'humanité est son propre bourreau. Les hommes sont dominés par la violence et la volonté de nuire à son prochain. Contrairement à ce que pense le colonel, le problème ne vient pas des singes, mais des hommes.
César est un personnage empathique qui tente de nouer une relation de confiance avec l'humanité dans La Planète des singes : L'Affrontement. Il se sent à moitié humain. Son interprète Andy Serkis dit de lui que « c'est un singe avec une peau d'humain ». Il est donc vu comme un étranger par les deux espèces. Dans La Planète des singes : Les Origines il est élevé avec des humains avec amour puis dans son adolescence il est rejeté et abandonné dans un refuge animalier. Le garçon qu'il est devient alors un révolutionnaire qui mène les siens vers la liberté. Dans La Planète des singes : Suprématie, César achève son évolution physique, émotionnelle et linguistique. Serkis porte en effet dans Les Origines des fausses dents de chimpanzé car il n'a pas beaucoup de ligne de dialogue. En effet la physiologie de singe de César doit théoriquement l'empêcher d'articuler correctement. Dans L'Affrontement, Serkis choisit de porter un protège-dents. Cela lui permet de faire des phrases plus longue et simule une prononciation difficile. Dans Suprématie, comme César prononce des phrases et des pensées plus complexes, Serkis parle normalement.
Durant son périple, César et ses compagnons soulèvent des questions contemporaines comme le vivre ensemble, le besoin de détruire l'autre pour imposer son point de vue ou la domination patriarcale d'un héros obsédé par la protection de son foyer. La réponse du film à toutes ces questions semble être qu'il faut accepter le mélange et les différences mais sans jamais renier ses origines. Le film renoue ainsi avec des thèmes majeurs de la saga, le racisme et l'esclavage.
Le producteur Dylan Clark indique que « le voyage de César est sombre et compliqué vers le conflit et une possible rédemption ». À la suite des meurtres de sa femme et de son fils ainé, il bascule du côté de la haine et veut la mort du colonel. Hanté par son ancien conseiller Koba, il perd sa compassion envers les humains. César ne souhaite plus que la vengeance. Il s'accroche alors fermement à la seule chose qui le maintient en vie,,. Mais il se bat surtout avec lui-même pour finalement retrouver sa compassion et son empathie,. Il cherche aussi à sauver son âme. Il est testé dans Suprématie comme jamais auparavant. Et par ses choix il devient selon le réalisateur Matt Reeves une légende, un personnage mythique pour la civilisation simienne naissante. Il devient pour le réalisateur et le scénariste Mark Bomback le Moïse de la mythologie des singes,,,,. En effet comme Moïse, César est enchaîné avec d'autres esclaves, les sort de l'esclavage pour traverser un désert pour aller jusqu'à une terre promise dont il ne profitera pas lui-même,. Le scénario reprend ainsi les principaux moment du Livre de l'Exode : la contrainte par Pharaon aux Hébreux de construire des villes et de mourir à la peine, l'exode hors d'Égypte des Hébreux et la traversée du désert, la poursuite des captifs par Pharaon et le passage de la mer Rouge qui déferle sur le despote et l’efface avec son armée. Dans le récit de Reeves et Bomback, les Hommes sont les Égyptiens conduits par un Pharaon enivré de sa puissance et condamnés par Dieu : ils sont maudits et disparaissent de la surface de la terre. Les Singes sont le peuple élu à qui la terre revient. Pour atteindre la terre promise, ces héritiers de la planète doivent quitter les forêts et leur vie primitive de primates chasseurs-cueilleurs.
Le crucifiement de César au milieu du camp où sont retenus les singes fait également référence à la crucifixion de Jésus et place César comme la figure christique des singes. Le colonel devient par ce fait, le Pharaon ou le Ponce Pilate du film. Un colonel qui paraphrase même l’Évangile selon Jean quand il affirme avoir tué son fils pour sauver le monde,.
Même si la dernière scène du film montre la mort de César, Serkis ne veut pas que ce soit trop sentimental pour montrer que César, même s'il part, est finalement heureux. Il a accompli ce qu'il voulait faire. Il a joué son rôle de dirigeant. Il a inspiré les singes qui peuvent désormais vivre pacifiquement sans lui. César doit même rassurer son ami Maurice et lui dire que tout allait bien se passer car leur clan est uni et en lieu sûr.